# Luci Juli Bursió
Luci Juli Bursió (en llatí: Lucius Iulius Bursio) va ser un polític romà que pertanyia a la branca plebea de la gens Júlia. L'any 85 aC va ser batedor de monedes, i una sèrie molt nombrosa de monedes d'aquest any porten el seu nom.
No es coneix el càrrec a partir del qual va batre les monedes, però, atès que s'indica que les monedes són «ex a[rgento] p[ublico]», és raonable pensar que ocupava el càrrec de qüestor. Probablement va ser un dels primers membres de la branca plebea dels Julis a assolir un càrrec d'importància pública.
Les monedes porten inscrit el nom de Bursió sota un carruatge de quatre cavalls que simbolitza la victòria; al revers, un cap amb ales i un trident, que tal vegada simbolitza el déu Ocèan.